# 90minut.pl
90minut.pl — польський футбольний вебсайт, який працює з 1 січня 2003 року. Від початку роботи він є офіційним відділенням Rec.Sport.Soccer Statistics Foundation (RSSSF) у Польщі. У його рамках була створена база даних про змагання, клуби, гравців і суддів. Це один із найпопулярніших футбольних сайтів у Польщі.

## Про сайт
Вебсайт є архівом і базою даних про команди, гравців, суддів і польські й міжнародні футбольні змагання (від клясу С до Екстракляси), а також національні збірні. Містить поточні результати.
Він також пропонує широку базу даних авторів голів у матчах, але вона відрізняється від офіційної статистики, яку веде Екстракляса (наприклад, у матчі 4 лютого 2022 Zagłębie Lubin – Legia Warszawa, портал визнає Кацпера Скібіцького автором голу з 0:2, хоча офіційно це був автогол Бартоша Копача, а в матчі 12 травня 2023 року автором голу за «Ягеллонію» помилково був зарахований Майку Навроцькому, а не Марку Гуалю).

## Історія
Ініціаторами створення вебсайту були Павел Моґєльніцкі, Мацей Кусіна та інші люди, пов’язані з вебсайтом mogiel.net, який був створений на початку 1996 року та оновлював дані до 2003 року.
У листопаді 2002 року вебсайт отримав статус офіційного відділення RSSSF у Польщі, а 1 січня 2003 року розпочав роботу. 29 березня 2004 року була запущена WAP-версія сайту. Під час Чемпіонату світу з футболу 2006 року редакція одночасно вела сайт ms06.pl.
З 4 травня 2010 року по 31 грудня 2015 року паралельно працював партнерський сайт, присвячений європейському футболу - EuroFutbol.pl.
За даними Megapanel PBI/Gemius, у травні 2012 року сайт мав 556,2 тис. користувачів і понад 34,6 мільйона переглядів, що дало йому восьме місце серед найпопулярніших спортивних сайтів у Польщі. У березні 2014 року сайт був на другому місці серед найпопулярніших польськомовних сайтів, присвячених футболу – мав 422,1 тис. переглядів. користувачів і 23 мільйони переглядів. У березні 2015 року він займав третє місце – 421,4 тис. користувачів і 26,75 мільйона переглядів. У жовтні 2016 року в рейтингу популярності сайтів Alexa вебсайт займав 245 місце в Польщі та 13 723 місце у світі.